# Ahmed al-Araj
Ahmed al-Araj est un roi de Marrakech de la dynastie Saadienne, fils de Mohammed ibn Abd er-Rhamane. Il conquiert Marrakech en 1525 avec son jeune frère Mohammed ech-Cheikh. Ahmed devient alors émir de Marrakech ou sultan selon certaines variantes et son frère gouverne Taroudant. Les deux frères règnent ensemble sur le sud du Maroc tout en se reconnaissant vassaux du souverain wattasside de Fès. Ils reprennent Agadir aux Portugais en mars 1541, mais Ahmed al-Araj est évincé du pouvoir par Mohammed ech-Cheikh en juin 1544.

## Biographie

### Décès
Après l'annonce de l'assasinat du sultan Mohammed ech-Cheikh par sa garde turc près de Taroudant, le gouverneur de Marrakech Ali ben Bou Beker Azikki, (originaire du Haha) accusa Ahmed Al-Aradj de vouloir formenter une révolte et vouloir reprendre le pouvoir à Marrakech. Le vizir ordonna son exécution, ainsi que celle de ses 7 fils et mourut en 1557,.